# Geografia del Bhutan

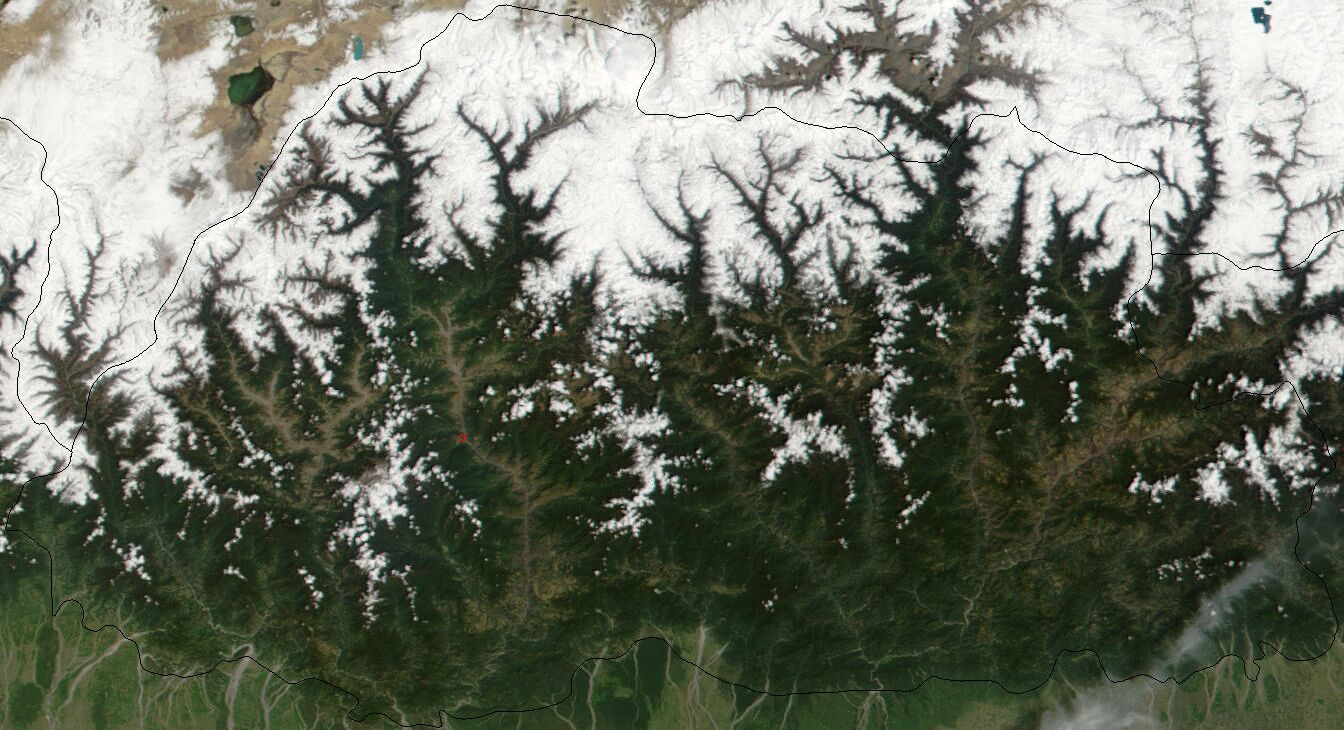
Vista dal satellite dello stato in primavera

Il Bhutan è caratterizzato per la maggior parte da montagne ripide ed elevate attraversate da una rete di rapidi fiumi che formano vallate prima di esaurirsi nelle pianure dell'India. 
Il nord del paese è caratterizzato dalle alte vallate e montagne della catena Himalayana che si elevano sopra i 4 000 metri, fino a raggiungere i 7 570 metri del Gangkhar Puensum, la vetta più alta. Verso sud le montagne digradano in ampie vallate più densamente abitate e coltivate, soprattutto nella parte occidentale del paese, dove sono anche situate le tre città principali: Thimphu (2 300 metri s.l.m), Punakha (1 300 metri s.l.m) che fu capitale estiva fino al 1962 quando Thimphu divenne sede permanente del governo e Paro (2 200 metri s.l.m) sede dell'unico aeroporto. I Monti Neri, alti oltre 4 000 metri, tagliano il paese da nord a sud, creando una barriera tra Bhutan occidentale ed orientale.

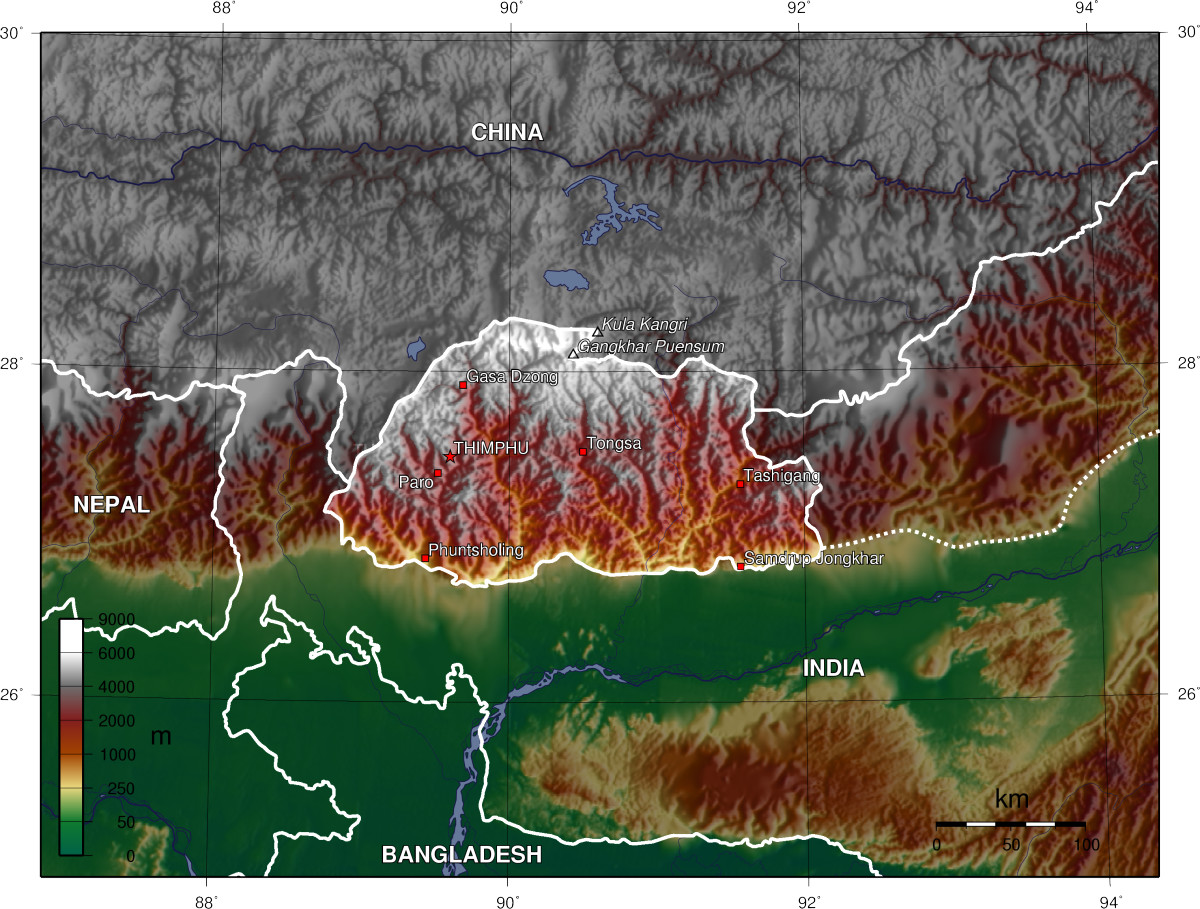
Altra immagine satellitare

Il 72,5% della superficie è caratterizzato da foreste e la legge impone che le foreste coprano, in futuro, almeno il 60% del territorio. La biodiversità è molto ricca a tal punto che il Bhutan è considerato una delle dieci aree Mondo caratterizzate dall'ambiente globale.